# Carreiras (São Miguel) e Carreiras (Santiago)
Carreiras (São Miguel) e Carreiras (Santiago) (oficialmente: União das Freguesias de Carreiras (São Miguel) e Carreiras (Santiago)) é uma freguesia portuguesa do município de Vila Verde, com 4,4 km² de área e 832 habitantes (censo de 2021). A sua densidade populacional é 189,1 hab./km².

## História
Foi constituída em 2013, no âmbito de uma reforma administrativa nacional, pela agregação das antigas freguesias de São Miguel de Carreiras e Santiago de Carreiras.

## Património
- Capela são Vicente Martir
- Igreja Paroquial de Carreiras de São Tiago
- Torre de Penegate ou Torre de D. Egas Pais
- Capela Nossa Senhora da Penha
- Igreja Paroquial de Carreiras de São Miguel

## Demografia
A população registada nos censos foi:
| Distribuição da População por Grupos Etários | Distribuição da População por Grupos Etários | Distribuição da População por Grupos Etários | Distribuição da População por Grupos Etários | Distribuição da População por Grupos Etários | Distribuição da População por Grupos Etários |
| -------------------------------------------- | -------------------------------------------- | -------------------------------------------- | -------------------------------------------- | -------------------------------------------- | -------------------------------------------- |
| Antes da agregação                           |                                              |                                              |                                              |                                              |                                              |
| Ano                                          | 0-14 anos                                    | 15-24 anos                                   | 25-64 anos                                   | >= 65 anos                                   | Total                                        |
| 2001                                         | 218                                          | 180                                          | 512                                          | 158                                          | 1068                                         |
| 2011                                         | 162                                          | 119                                          | 453                                          | 196                                          | 930                                          |
| Após a agregação                             |                                              |                                              |                                              |                                              |                                              |
| Ano                                          | 0-14 anos                                    | 15-24 anos                                   | 25-64 anos                                   | >= 65 anos                                   | Total                                        |
| 2021                                         | 107                                          | 111                                          | 414                                          | 200                                          | 832                                          |